# Legame quadruplo
Un legame quadruplo è un legame chimico tra due atomi che coinvolge otto elettroni. Questo legame costituisce una estensione dei concetti familiari di legame doppio e triplo. Legami quadrupli stabili sono più comuni nei metalli che stanno verso il centro della serie di transizione, e cioè renio, tungsteno, molibdeno e cromo. Di solito i leganti che favoriscono la formazione del legame quadruplo non sono π-accettori, ma sono π-donatori.

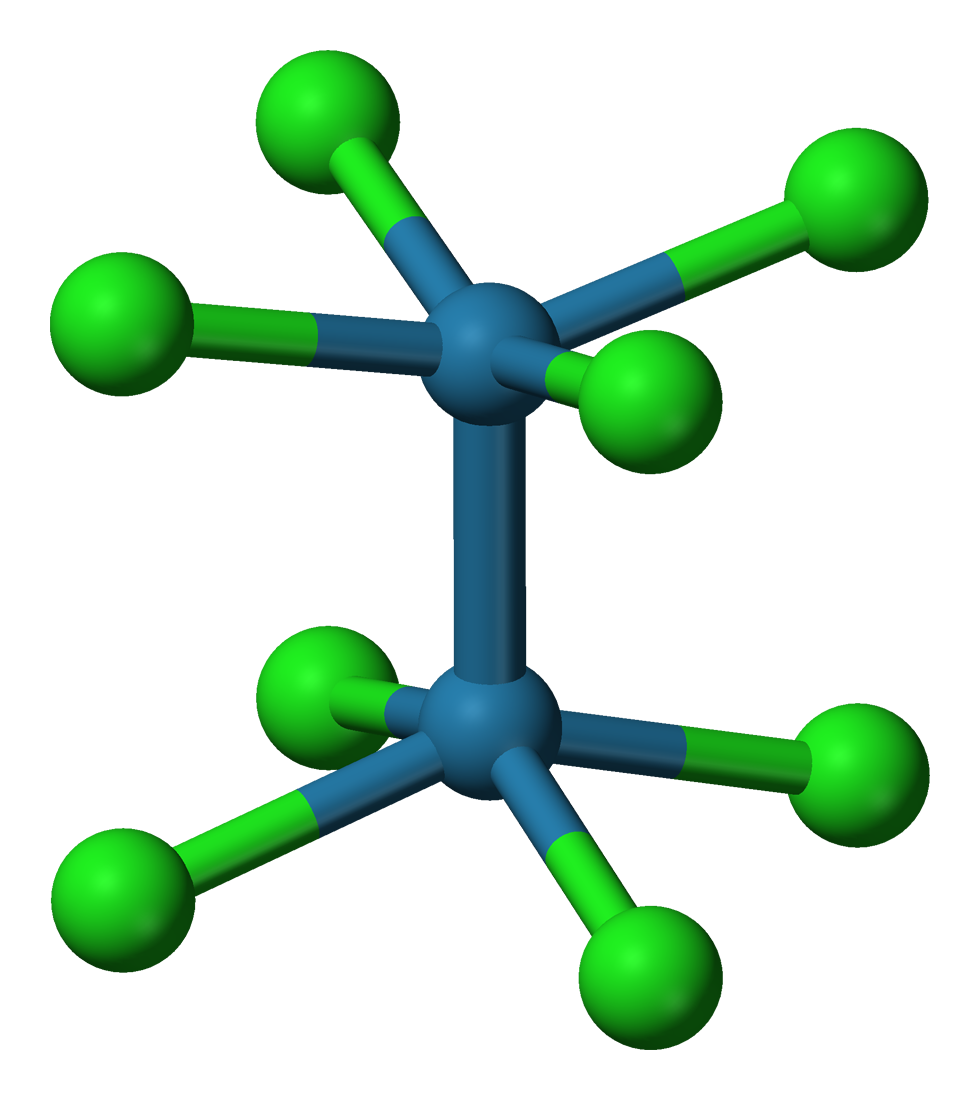
L'anione octaclorodireniato(III), [Re_{2}Cl_{8}]^{2−}, contiene un legame quadruplo

L'acetato di cromo(II), Cr2(μ-O2CMe)4(H2O)2, è stato il primo composto contenente un legame quadruplo ad essere sintetizzato. Fu descritto nel 1844 da Eugène-Melchior Péligot, anche se il suo particolare tipo di legame non fu riconosciuto per più di un secolo. Il primo composto nel quale fu caratterizzato il legame quadruplo è stato invece l'octaclorodireniato(III) di potassio, K2[Re2Cl8]·2H2O, in seguito a ricerche di F. A. Cotton nel 1964. In questo composto la distanza di legame Re–Re è solo 224 pm. Secondo la teoria degli orbitali molecolari il legame è descritto come σ2π4δ2 cioè come un legame sigma, due legami pi greco e un legame δ.
Sono stati descritti molti altri composti con legami quadrupli, soprattutto da Cotton e collaboratori. L'anione [Mo2Cl8]4-  contenuto nel sale octaclorodimolibdato(II) di potassio, K4[Mo2Cl8], è isoelettronico con l'anione [Re2Cl8]2- nel sale di direnio. Un esempio di composto di ditungsteno con un legame quadruplo è [W2(hpp)4Cl2] (hpp = esaidropirimidopirimidina).

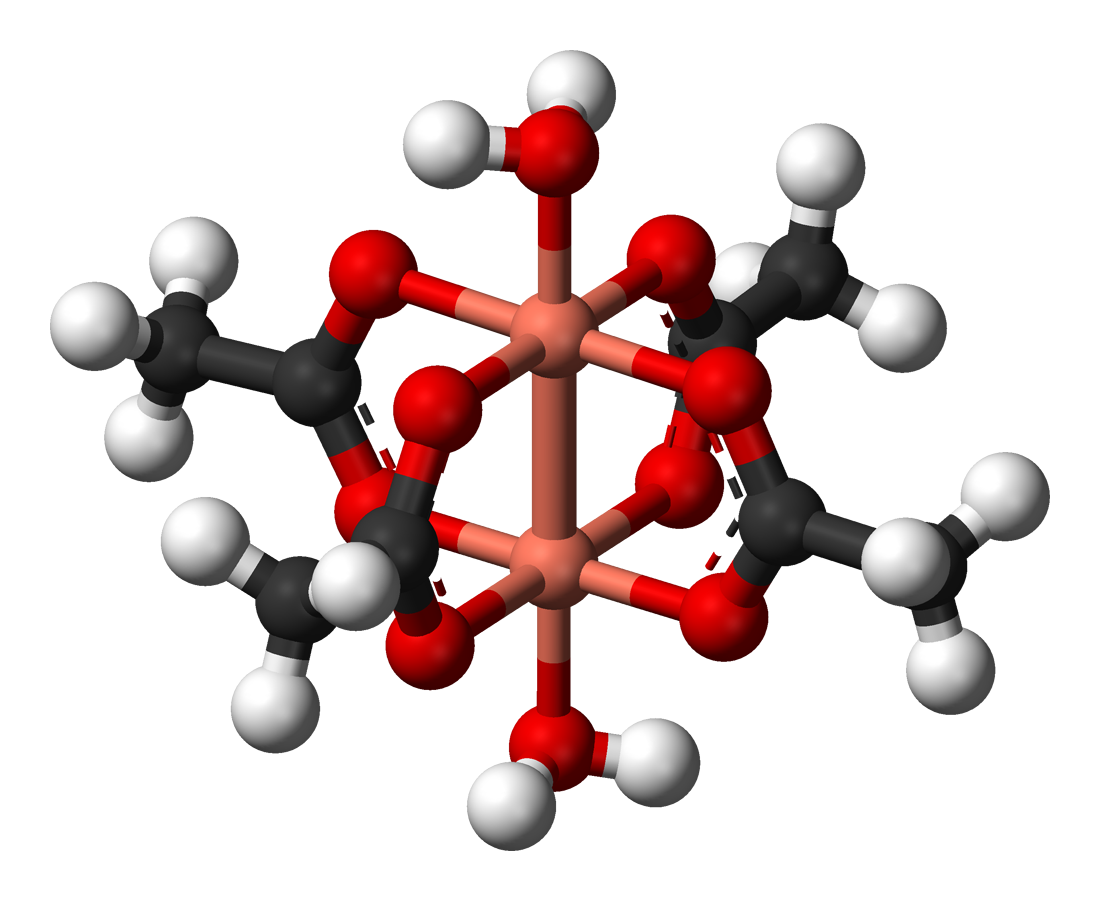
Struttura dei diacetati idrati di cromo(II) e di molibdeno(II)